# 伊善提鎮區 (明尼蘇達州伊善提縣)
伊善提鎮區（英語：Isanti Township）是位於美國明尼蘇達州伊善提縣的一個行政鎮區。

## 地方資料
伊善提鎮區的面積為73.38平方千米，當中陸地面積為70.72平方千米，而水域面積為2.66平方千米。根據2020年美國人口普查的數據，當地共有人口2262人，而人口密度為每平方千米30.83人。